# Beta-glukozidaza
Beta-glukozidaza (EC 3.2.1.21, gentiobiaza, celobiaza, emulzin, elateraza, aril-beta-glukozidaza, beta-D-glukozidaza, beta-glukozidna glukohidrolaza, arbutinaza, amigdalinaza, p-nitrofenil beta-glukozidaza, prajmeverozidaza, amigdalaza, linamaraza, salicilinaza, beta-1,6-glukozidaza) je enzim sa sistematskim imenom beta-D-glukozid glukohidrolaza. Ovaj enzim katalizuje sledeću hemijsku reakciju
hidroliza terminalnih, neredukujućih beta-D-glukozilnih ostataka sa odvajanjem beta-D-glukoze
Ovaj enzim ima široku specifičnost za beta-D-glukozide.

## Spoljašnje veze
- Beta-glucosidase на 